# C'est dur d'être un homme : Mon Seigneur !
Série C'est dur d'être un homme
C'est dur d'être un homme : Pur est le cœur du poète
(1976) C'est dur d'être un homme : L'Entremetteur
(1977)
Pour plus de détails, voir Fiche technique et Distribution.
C'est dur d'être un homme : Mon Seigneur ! (男はつらいよ 寅次郎と殿様, Otoko wa tsurai yo: Torajirō to tonosama) est un film japonais réalisé par Yōji Yamada et sorti en 1977. C'est le 19e film de la série C'est dur d'être un homme.

## Synopsis
En voyage à Ōzu, dans la préfecture d'Ehime, Tora-san se réveille en sursaut chez le barbier alors qu'il se rêvait en Kurama Tengu. De retour à l'auberge où il réside, il offre un repas à une jeune femme dont l'apparente solitude lui inspire de la compassion. Apprenant qu'elle habite Tokyo, il l'invite à rendre visite au magasin Toraya tenu par son oncle à Shimabata.
Tora-san fait la connaissance d'un homme âgé à qui il offre une limonade pour le remercier d'avoir retrouvé son unique fortune, un billet de 500 yens emporté par le vent. Ce dernier l'invite en retour à manger chez lui. Tora-san a la surprise de découvrir que l'homme n'est autre que Hisamune Todo, un descendant des seigneurs d'Ōzu. Il fait la promesse au seigneur Todo de retrouver Mariko, la femme de son plus jeune fils, mort deux ans plus tôt et dont il avait désapprouvé le mariage.

## Fiche technique
- Titre : C'est dur d'être un homme : Mon Seigneur ![1]
- Titre original : 男はつらいよ 寅次郎と殿様 (Otoko wa tsurai yo: Torajirō to tonosama?)
- Réalisation : Yōji Yamada
- Scénario : Yōji Yamada et Yoshitaka Asama
- Photographie : Tetsuo Takaha (ja)
- Montage : Iwao Ishii (ja)
- Musique : Naozumi Yamamoto
- Décors : Mitsuo Degawa
- Producteur : Kiyoshi Shimazu
- Société de production : Shōchiku
- Pays de production :  Japon
- Langue originale : japonais
- Format : couleur — 2,35:1 — 35 mm — son mono
- Genres : comédie dramatique ; romance
- Durée : 99 minutes[2] (métrage : sept bobines - 2 724 m[2])
- Dates de sortie :
  - Japon : 6 août 1977[2]

## Distribution
- Kiyoshi Atsumi : Torajirō Kuruma / Tora-san / Kurama Tengu (rêve de Tora-san)
- Chieko Baishō : Sakura Suwa, sa demi-sœur
- Masami Shimojō (ja) : Ryūzō Kuruma, son oncle
- Chieko Misaki (ja) : Tsune Kuruma, sa tante
- Gin Maeda (en) : Hiroshi Suwa, le mari de Sakura
- Hayato Nakamura : Mitsuo Suwa, le fils de Sakura et de Hiroshi
- Kyōko Maya (ja) : Mariko Tsutsumi
- Yoshio Yoshida (ja) : le chef de bande dans le rêve de Tora-san
- Akira Terao : officier de policier
- Kanjūrō Arashi : Hisamune Todo, descendant des seigneurs d'Ōzu
- Norihei Miki (ja) : Yoshida, le majordome
- Akihiko Hirata : Munemichi Todo, le fils aîné de Hisamune
- Miwa Saitō : la patronne de l'auberge à Ōzu
- Yoshino Tani (ja) : Fumi, la servante de l'auberge à Ōzu
- Hisao Dazai (ja) : Umetarō Katsura, le voisin imprimeur
- Gajirō Satō (ja) : Genko
- Chishū Ryū : Gozen-sama, le grand prêtre

## Autour du film

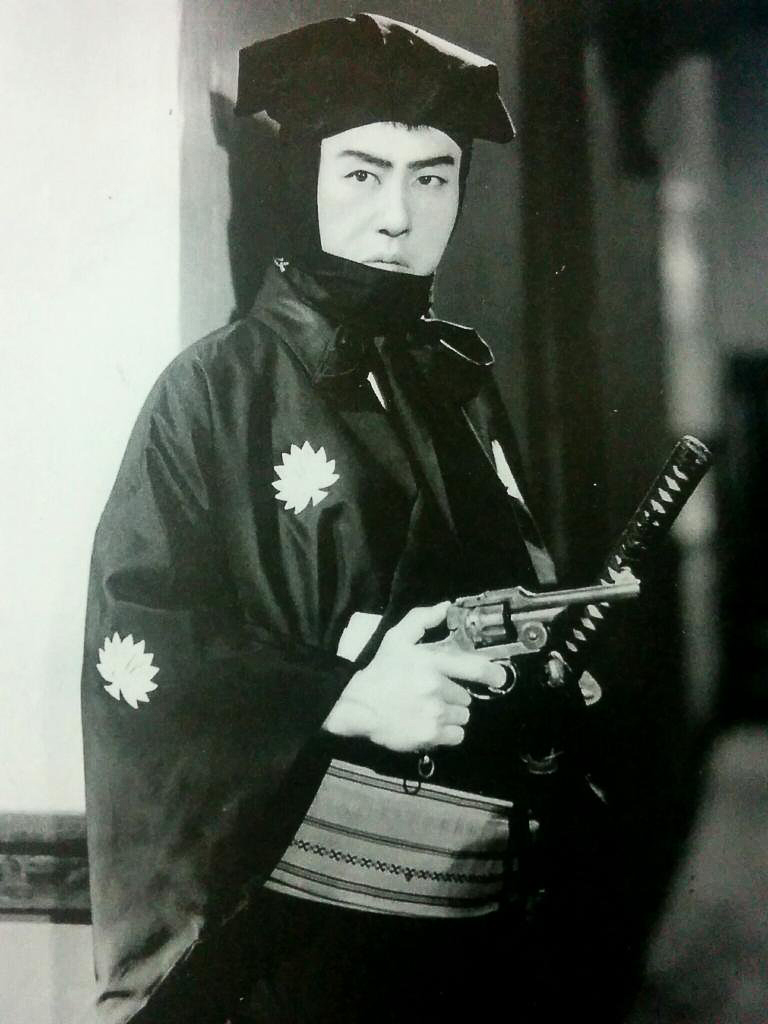
Kanjūrō Arashi dans le personnage de Kurama Tengu en 1936.

Dans son rêve au début du film, Tora-san incarne Kurama Tengu, un personnage issu d'une série de romans de fiction populaires de Jirō Osaragi situés dans un contexte historique (1924–1959). Kanjūrō Arashi — Hisamune Todo, descendant des seigneurs d'Ōzu dans le film — est célèbre pour avoir incarné une quarantaine de fois Kurama Tengu au cinéma entre 1927 et 1956,,.

## Distinctions
Lors des Japan Academy Prize de 1978, Kiyoshi Atsumi est nommé pour le prix du meilleur acteur pour C'est dur d'être un homme : Mon Seigneur !, C'est dur d'être un homme : L'Entremetteur et Yatsuhaka-mura.